# INS Delhi (C74)
O INS Delhi foi um cruzador rápido operado pela Marinha Indiana e a segunda embarcação da Classe Leander. Sua construção começou em junho de 1931 nos estaleiros da Cammell Laird e foi lançado ao mar em setembro de 1932, sendo originalmente comissionado na Marinha Real Britânica como HMS Achilles em outubro do ano seguinte. Era armado com uma bateria principal composta por oito canhões de 152 milímetros em quatro torres de artilharia duplas, tinha um deslocamento de mais de nove mil toneladas e alcançava uma velocidade máxima de 32 nós.
O Achilles começou sua carreira servindo na Frota Doméstica, sendo transferido em março de 1936 para a Divisão da Nova Zelândia na Marinha Real Britânica. A Segunda Guerra Mundial começou em setembro de 1939 e em novembro o navio foi colocado na Força G no sul do Oceano Atlântico, participando em dezembro da Batalha do Rio da Prata contra o cruzador pesado alemão Admiral Graf Spee. Depois disso voltou para a Nova Zelândia e ficou patrulhando a região até o início da Guerra do Pacífico, passando a realizar operações ofensivas e escoltar comboios até o início de 1943.
O navio foi danificado por um ataque aéreo japonês em janeiro de 1943 e ficou sob reparos no Reino Unido até maio de 1944, sendo então designado para operar no Oceano Índico e depois no Oceano Pacífico em operações contra o Japão nos últimos meses da guerra. Foi devolvido para a Marinha Real Britânica em setembro de 1946 depois do fim da guerra. Ele foi vendido para a Índia em 1948 e renomeado para Delhi, servindo pelas três décadas seguintes sem grandes incidentes com exceção da Invasão de Goa em 1961. Foi descomissionado e desmontado em 1978.